# Rhigozum
Genre
Classification phylogénétique
Rhigozum est un genre de plantes à fleurs de la famille des Bignoniaceae (Bignoniacées). Ses différentes espèces poussent en Afrique.

## Répartition et habitat
La plupart des espèces vivent dans les régions arides dans le sud du continent, en Afrique du Sud, Angola, Botswana, Namibie,  Zambie et Zimbabwe, et fleurissent entre septembre et décembre. Rhigozum somalense vit dans la Corne de l'Afrique et Rhigozum madagascariense à Madagascar. Elles forment des buissons et arbustes atteignant jusqu'à 3 m de hauteur. 

## Espèces
La liste des espèces reconnues est la suivante  :
- Rhigozum brevispinosum (Kuntze)
  - Synonymes : Rhigozum linifolium (S.Moore) et Rhigozum spinosum Burch. ex Sprague)
- Rhigozum madagascariense (Drake)
- Rhigozum obovatum (Burch.)
- Rhigozum somalense (Hallier f.)
- Rhigozum trichotomum (en) (Burch.)
- Rhigozum virgatum (Merxm. et A. Schreiber)
- Rhigozum zambesiacum (Baker)

## Rhigozum somalense
Chez les Afars (ou Danakils) de la Corne de l'Afrique, Rhigozum somalense, appelé balqi (variantes : baliq, balqinle, balqinnlke, balqille) en langue afar et banīn en langue somalie, sert à plusieurs usages : il fournit des épingles pour fixer les nattes, ses feuilles broyées servent à soigner les plaies et il constitue un pâturage maigre pour les bovins. Il est tellement emblématique du paysage que parmi les Issas, clan somali voisin des Afars, les tribus de la côte sont appelées banīn jōg (« ceux du Rhigozum ») alors que celles de l'intérieur sont appelées d̪agaħ jōg (« ceux des rochers »).

## Rhigozum trichotomum
Cette espèce se trouve en Afrique du Sud et Namibie, principalement dans le Karoo nama. Elle atteint un ou deux mètres de hauteur avec des branches épineuses et des petites feuilles qui tombent à la saison sèche. Ses fleurs sont petites et blanches avec un cœur jaune. Elle prolifère dans les zones mal gérées et souffrant du surpâturage ; elle protège mal le sol contre l'érosion.